# Asio
Az Asio a madarak osztályának bagolyalakúak (Strigiformes) rendjébe és a bagolyfélék (Strigidae) családjába tartozó nem.

## Rendszerezésük
A nemet Mathurin Jacques Brisson francia zoológus írta le 1760-ban, az alábbi fajok tartoznak ide:
- réti fülesbagoly (Asio flammeus)
- mocsári fülesbagoly (Asio capensis)
- jamaicai bagoly (Asio clamator[1] vagy Pseudoscops clamator)[2]
- Styx-fülesbagoly (Asio stygius)
- trópusi fülesbagoly (Asio grammicus[1] vagy Pseudoscops grammicus)[2]
- erdei fülesbagoly (Asio otus)
- etióp fülesbagoly (Asio abyssinicus)
- madagaszkári fülesbagoly (Asio madagascariensis)
- galápagosi fülesbagoly (Asio galapagoensis vagy Asio flammeus galapagoensis)[2]